# Katastrofa kolejowa w Fuzhou
Katastrofa kolejowa w Fuzhou do której doszło 23 maja 2010 roku około godz. 2:10 czasu lokalnego (18:10 czasu polskiego) w Fuzhou w prowincji Jiangxi w Chinach. W wypadku zginęło 19 osób, 71 zostało rannych.
Pociąg K859 jadący do Szanghaju z Guilin wykoleił się w połowie trasy, w mieście Fuzhou w prowincji Jiangxi. W zdarzeniu zginęło 19 osób. 71 osób zostało rannych. W sumie pociągiem jechało około 280 osób. Minister Kolejnictwa Chin określił, iż wypadek był spowodowany przez złe warunki atmosferyczne a dokładnie przez obfite opady deszczu. Z zeznań wynika iż pociąg z dużą prędkością wyleciał nagle z szyn. Lokomotywa pociągnęła za sobą kilkanaście wagonów. Pociąg runął z nasypu kolejowego do niewielkiego rowu. Akcja ratunkowa prowadzona była w trudnych warunkach. Gęste błoto, obfite opady deszczu utrudniały akcję ratowniczą.   